# Musa muluensis
Musa muluensis är en enhjärtbladig växtart som beskrevs av Mitsuru Hotta. Musa muluensis ingår i släktet bananer, och familjen bananväxter. Inga underarter finns listade i Catalogue of Life.